# Košice III
Košice III (tiếng Hungary: Kassai III. járás) là một huyện thuộc vùng hành chính Košice, đông Slovakia, một phần của thành phố Košice. Trước năm 1918, nó là một phần của hạt Abaúj-Torna của Vương quốc Hungary.

## Dân số
| Năm            | 1994   | 2004   | 2014   | 2024   |
| -------------- | ------ | ------ | ------ | ------ |
| Số lượng người | 31.979 | 30.349 | 29.414 | 27.336 |
| Sự khác biệt   |        | −5,09% | −3,08% | −7,06% |

| Năm            | 2023   | 2024   |
| -------------- | ------ | ------ |
| Số lượng người | 27.551 | 27.336 |
| Sự khác biệt   |        | −0,78% |

## Các phần
- Sídlisko dargovských hrdinov
- Košická Nová Ves